# Granice Niemieckiej Republiki Demokratycznej
Granice Niemieckiej Republiki Demokratycznej – NRD graniczyło z 4 państwami
- Granica Czechosłowacji z NRD – ok. 350 km
- Granica Polski z NRD – 456 km[1]
- Granica RFN z NRD – 1381 km[2]
- Granica NRD z Berlinem Zachodnim – ok. 43 km[3]